# Tréal
Tréal (tiếng Breton: Treal) là một xã ở tỉnh Morbihan trong vùng Bretagne tây bắc Pháp. Xã này có diện tích 19,28 km², dân số năm 1999 là 672 người. Khu vực này có độ cao từ 27-101 mét trên mực nước biển.
Cư dân của Tréal danh xưng trong tiếng Pháp là Tréalais.